# Boukoumbé
Boukoumbé es una ciudad, distrito y comuna ubicada en Atakora, Departamento de Benín. Cubre un área de 1.036 kilómetros cuadrados y, en 2013, tenía una población de 83.147 personas.

## Geografía
La comuna de Boukoumbé se encuentra a 582 kilómetros de Cotonú y bordea  Togo.

### Divisiones administrativas
Boukoumbé se subdivide en 7 distritos: Boukoumbè, Dipoli, Korontière, Kossoucoingou, Manta, Natta and Tabota. En total suma 55 aldeas y 16 distritos urbanos.

## Economía
La mayoría de la población se dedica a actividades agrícolas. Otras personas se dedican al comercio, el transporte y la artesanía.